# Wilkes-Barre/Scranton Pioneers
Die Wilkes-Barre/Scranton Pioneers waren ein Arena-Football-Team aus Wilkes-Barre (Pennsylvania), das in der af2 spielte. Ihre Heimspiele trugen die Pioneers im Wachovia Arena at Casey Plaza aus.

## Geschichte
Die Pioneers wurden 2001 gegründet und nahmen im Folgejahr an der af2 teil. Besitzer war die Smith Sports International Group und der ehemalige NFL Quarterback, Super-Bowl-Sieger und mehrfache ProBowler Johnny Unitas, der aber kurze Zeit später an einem Herzinfarkt verstarb.
Die Mannschaft spielte über die Jahre hinweg ziemlich erfolgreich. Nur 2002 und 2003 wurde die Postseason verpasst. Anschließend konnte man sechs Jahre in Folge die Playoffs perfekt machen. 2007 und 2009 wurde gar der ArenaCup erreicht, verlor aber beide Finalspiele. Ein Titel blieb ihnen bis zu ihrem Ende verwehrt.
In ihrer Franchisegeschichte gewannen die Pioneers 84 Spiele von 128 Regular-Season-Spielen. Dazu kommen weitere 9 Siege aus 15 Playoffspielen. Die meisten Zuschauer kamen bei ihrem aller ersten Spiel am 6. April 2002 gegen die Greensboro Prowlers, als 8.200 Zuschauer den Weg in das Stadion fanden.
Ende der Saison wurde die af2 aufgelöst. Die Besitzer der Pioneers versuchten einen Käufer für das Franchise zu finden. Da dies nicht klappte, wurde die Mannschaft aufgelöst.

## Saisonstatistiken
| Jahr | Team                           | Liga | S  | N  | Playoffs erreicht | Playoffrunde |
| ---- | ------------------------------ | ---- | -- | -- | ----------------- | --- |
| 2002 | Wilkes-Barre/Scranton Pioneers | af2  | 6  | 10 | nein              | |
| 2003 | Wilkes-Barre/Scranton Pioneers | af2  | 6  | 10 | nein              | |
| 2004 | Wilkes-Barre/Scranton Pioneers | af2  | 13 | 3  | ja                | S Viertelfinale gg. Cape Fear Wildcats 40:37 N Viertelfinale gg. Florida Firecats 31:41                                                                                |
| 2005 | Wilkes-Barre/Scranton Pioneers | af2  | 9  | 7  | ja                | S Wild Card Round gg. Green Bay Blizzard 48:41 N Viertelfinale gg. Florida Firecats 45:59                                                                              |
| 2006 | Wilkes-Barre/Scranton Pioneers | af2  | 9  | 7  | ja                | N Achtelfinale gg. Manchester Wolves 47:55 |
| 2007 | Wilkes-Barre/Scranton Pioneers | af2  | 14 | 2  | ja                | S Achtelfinale gg. Tri-Cities Fever 57:54 S Viertelfinale gg. Central Valley Coyotes 70:53 S Halbfinale gg. Green Bay Blizzard 46:43 N ArenaCup gg. Tulsa Talons 66:73 |
| 2008 | Wilkes-Barre/Scranton Pioneers | af2  | 14 | 2  | ja                | S Achtelfinale gg. Quad City Steamwheelers 57:29 N Viertelfinale gg. Tennessee Valley Vipers 30:34                                                                     |
| 2009 | Wilkes-Barre/Scranton Pioneers | af2  | 13 | 3  | ja                | S Achtelfinale gg. Albany Firebirds 78:21 S Viertelfinale gg. Kentucky Horsemen 82:49 S Halbfinale gg. Green Bay Blizzard 72:67 N ArenaCup gg. Spokane Shock 27:74     |

## Zuschauerentwicklung
| Jahr | Team                           | Liga | Zuschauerdurchschnitt |
| ---- | ------------------------------ | ---- | --------------------- |
| 2002 | Wilkes-Barre/Scranton Pioneers | af2  | 6.372                 |
| 2003 | Wilkes-Barre/Scranton Pioneers | af2  | 4.975                 |
| 2004 | Wilkes-Barre/Scranton Pioneers | af2  | 5.239                 |
| 2005 | Wilkes-Barre/Scranton Pioneers | af2  | 4.500                 |
| 2006 | Wilkes-Barre/Scranton Pioneers | af2  | 5.224                 |
| 2007 | Wilkes-Barre/Scranton Pioneers | af2  | 5.401                 |
| 2008 | Wilkes-Barre/Scranton Pioneers | af2  | 5.222                 |
| 2009 | Wilkes-Barre/Scranton Pioneers | af2  | 5.405                 |